# Ferrocarril en Francia
En Francia, el transporte ferroviario destaca por un claro predominio del tráfico de pasajeros, que acaparan, en particular, los trenes de alta velocidad, en relación con el tráfico de mercancías. La Société nationale des chemins de fer français (SNCF), que se beneficia de su situación de cuasi-monopolio en la explotación de servicios de la red ferroviaria nacional, administrada por SNCF Réseau, es, asimismo, la segunda empresa ferroviaria europea por transporte de viajeros, con 72.200 millones de viajeros por kilómetro; por otra parte, es la quinta por transporte de mercancías, con 46.800 millones de toneladas por kilómetro en 2002.

## Historia
La historia de los ferrocarriles franceses comienza a principios del siglo XIX. Consta de siete grandes fases que poseen en común una fuerte voluntad política del Estado en cuanto a su planificación y los medios utilizados. Sin embargo, Francia contó durante mucho tiempo con un importante trazado ferroviario secundario que pertenecía a compañías privadas, tanto de ancho métrico como de vía estrecha.
La primera línea de ferrocarril francesa obtuvo su concesión el 26 de febrero de 1823, por ordenanza del rey Luis XVIII: se trata de la línea de Saint-Étienne a Andrézieux, con una longitud de 23 kilómetros, concedida a perpetuidad a Louis-Antoine Beaunier y de Louis de Gallois para el transporte de hulla. Esta línea comenzó a funcionar el 30 de junio de 1827 y es, pues, la primera en Europa continental; la tracción de los vagones se realizaba mediante caballos. La línea Saint-Étienne - Lyon, con una longitud de 58 kilómetros, se concedió el 7 de junio de 1826 a los hermanos Seguin y permaneció abierta desde 1830 hasta 1832. Desde 1831, fecha en la que comienza el transporte de pasajeros en Francia, esta línea también admitió viajeros. En 1834 entraron en funcionamiento convoyes directos desde Roanne a Lyon por Saint-Étienne; más de 140 km en total.

La red ferroviaria en 1856, completamente organizada en torno a París.

Sin embargo, para popularizar exitosamente el ferrocarril, era necesaria la creación de una línea de transporte de pasajeros cuyo punto de partida se encontrara en la capital. Así se hizo el 24 de agosto de 1837, gracias a los hermanos Pereire, con la inauguración de la línea París - Saint-Germain-en-Laye, de una longitud de 19 km atravesados en 25 minutos y cuya construcción corrió a cargo del ingeniero Eugène Flachat. Entre 1839 y 1840, se abrieron al público las líneas Versalles - y Versalles -orilla izquierda  Finalmente, en 1838, Baptiste Alexis Victor Legrand diseña el trazado radial de grandes líneas con centro en París, que se conoce como «Estrella de Legrand», similar a la red de caminos del siglo XVIII y que ejerció una fuerte influencia sobre la geografía económica y social francesa. Cabe destacar que Legrand reemprendió la memoria que Pierre Michel Moisson Desroches envió a Napoleón en 1814.
El 11 de junio de 1842, la «Ley relativa al establecimiento de las grandes líneas ferroviarias» (en francés: Loi relative à l'établissement des grandes lignes de chemin de fer en France), o «Mapa» del ferrocarril, fija el régimen ferroviario francés y crea un modelo original de cooperación público-privada. El Estado se convierte en propietario de los terrenos escogidos para el trazado de las vías y financia la construcción de las infraestructuras (puentes, túneles y edificios). Concede su uso a las compañías que construyen las superestructuras (vías férreas, instalaciones), invierten en el material rodante y disponen de un monopolio de explotación de sus líneas.

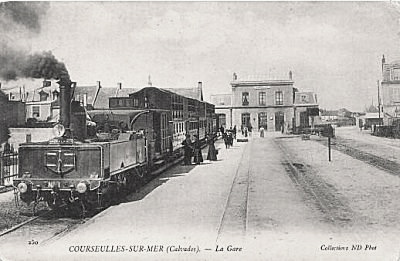
La estación de Courseulles-sur-Mer (Calvados) a finales del siglo XIX, emplazada sobre una línea de interés local que cerró en 1950.

Desde entonces, la red se desarrolló rápidamente, en particular a partir del Segundo Imperio. A mediados de los años 1850 ya era posible, desde París, llegar a Bayona, Toulouse, Clermont-Ferrand, Marsella, Basilea o incluso Dunkerque. Diez años más tarde, el trazado comenzó a tomar forma de malla, con las primeras líneas transversales. Poco a poco, las fusiones y nuevas compras sucesivas de compañías originan el reparto de la red entre seis grandes compañías: Compagnie des chemins de fer du Nord; Compagnie des chemins de fer de l'Est; Compagnie des chemins de fer de l'Ouest; Compagnie des chemins de fer de Paris à Lyon et à la Méditerranée; Compagnie du Chemin de fer de Paris à Orléans y Compagnie des Chemins de fer du Midi. De todas ellas, solamente la última no prestaba servicio a la capital. Paralelamente, las redes de interés local nacen entre finales del siglo XIX y principios del siglo XX, pero cierran sus puertas a partir de los años 1930 a causa de su lentitud y de la competencia del transporte por carretera.
El 31 de agosto de 1937, un decreto-ley aprueba la nacionalización del trazado ferroviario y una Convención que da lugar a la fundación de la SNCF. Esta se hace efectiva el 1 de enero de 1938, con el estatus de una sociedad de economía mixta de la que el Estado posee la mayoría. Las concesiones y los activos (a excepción del dominio privado) se transfieren a la nueva sociedad. Se nombra a Pierre Guinand primer presidente de la SNCF. El 1 de enero de 1983, a la expiración de la convención de 1937, el estatus de la SNCF se transforma, por lo que pasa a ser un «establecimiento público de carácter industrial y comercial» (en francés: Établissement public à caractère industriel et commercial), aunque manteniendo sus siglas originales, SNCF. Estas medidas se insertan en el cuadro de la «Ley de orientación sobre los transportes interiores» (en francés: Loi d'orientation sur les transports intérieurs; abreviado LOTI) de 30 de diciembre de 1982.
Mientras que los servicios de pasajeros de la SNCF se estancaron durante los Treinta Gloriosos frente a la competencia del automóvil y del avión, se observa un repunte del tráfico ferroviario a partir de los años 1980. Este crecimiento se debe, en primer lugar, al desarrollo de la red de alta velocidad desde el lanzamiento del TGV en la línea París - Lyon en 1981. Por otro lado, también se debe al aumento del tráfico de trenes regionales (TER) desde las primeras firmas de convenios entre la SNCF y las distintas regiones francesas a finales de los años 1990.
En los últimos años de las décadas de 1990 y 2000 se implantan las reformas previstas por la Unión Europea, entre las que se encuentra la separación entre infraestructura y explotación, lo que llevó a la creación de Réseau ferré de France (RFF) en 1997 y a la separación de las actividades de la SNCF en tres departamentos: «Grandes Líneas y Transporte Público» (en francés: Grandes Lignes et Transport public), para pasajeros; «Mercancías» (en francés: Fret) e «Infraestructura» (en francés: Infrastructure). En este último departamento, Réseau ferré de France delega la explotación y el mantenimiento de la red. También se hace realidad otra gran medida: la liberalización del transporte, con el fin del monopolio de la SNCF para mercancías en dos etapas, en 2003 y 2006.
El 1 de enero de 2015 nace SNCF Réseau como consecuencia de la fusión de Réseau ferré de France (RFF), SNCF Infra y Direction de la circulation ferroviaire (DCF).

## El trazado ferroviario nacional

### Arquitectura general de la red

Mapa en el que se indican las ciudades francesas según el tiempo de viaje desde París para la red SNCF, en junio de 2015. Cada color representa un intervalo de una hora.

Una particularidad que presenta el trazado ferroviario francés es que está, en gran medida, centralizado en torno a París. La ley del 11 de junio de 1842 (Loi relative à l'établissement des grandes lignes de chemin de fer en France), cuya aplicación condujo a la implantación de una red conocida como «Estrella de Legrand» (por el nombre del director general de Puentes y Calzadas que la diseñó), dibujó a grandes rasgos la arquitectura que aún hoy conserva el trazado ferroviario francés. La ley, que determinó la construcción de numerosas líneas con una disposición radial con centro en París, solo les añadía dos líneas transversales: una que unía el Rin y el Mediterráneo y otra que unía el Atlántico y el Mediterráneo.
Esta arquitectura la encontramos, a grandes rasgos, aún hoy: las grandes líneas del trazado están mayoritariamente orientadas hacia París, mientras que las líneas transversales que cuentan con el equipamiento óptimo son raras. Por esta razón, las seis principales estaciones de París son las seis primeras de Francia en términos de frecuentación.
Las principales líneas de la red clásica son:
- Desde la estación de París Norte, la que se dirige hacia Lille por Longueau, Arrás y Douai (línea París - Lille). De esta última se desgajan cuatro radiales de menor importancia: la primera en La Plaine hacia Hirson, por Soissons y Laon (línea La Plaine - Hirson); la segunda en Creil hacia Jeumont por Compiègne y Saint-Quentin (línea Creil - Jeumont); la tercera en Longueau hacia Amiens y Boulogne-sur-Mer (línea Longueau - Boulogne); y, finalmente, la cuarta en Arras hacia Béthune y Dunkerque (línea Arras - Dunkerque).
- Desde la estación de París Este, la línea París - Estrasburgo por Châlons-sur-Marne y Nancy. De esta se separa en Noisy-le-Sec la línea París - Mulhouse por Troyes, Chaumont y Belfort. Además, en Épernay se separa la línea hacia Reims (línea Épernay - Reims), y en Lérouville la línea que lleva a Metz (línea Lérouville - Metz).
- Desde la estación de París-Lyon, la línea que se dirige a Marsella por Dijon, Lyon y Avignon (línea de París-Lyon a Marsella-Saint-Charles): la llamada «línea imperial» (en francés: ligne impériale), que se puede considerar como la más importante del trazado, tanto por su tráfico como por el hecho de que cuenta o bien con vía cuádruple, o bien con un itinerario «bis» en casi la totalidad de su trazado de París a Marsella.[nota 1] De esta línea se separan las siguientes líneas:
  - Línea Moret-les-Sablons - Lyon por Nevers, Saint-Germain-des-Fossés (la misma que toman, hasta esta última estación, los trenes París - Clermont-Ferrand) y Saint-Étienne.
  - Línea Dijon - Lausana por Frasne.
  - Línea Mâcon - Ambérieu por Bourg-en-Bresse. Esta se une a la línea Lyon - Génova, y, a su vez, desde esta línea se separa, en Culoz, la «línea de la Maurienne» hacia Chambéry, Modane y Turín. En Lyon comienza la línea Lyon - Marsella por Grenoble, que está electrificada hasta esta última estación y que comunica después Veynes-Devoluy y Aix-en-Provence.
- Desde la estación de París-Austerlitz, la línea que se dirige hacia Burdeos por Orleans, Tours y Poitiers (línea París - Burdeos). De esta se separan, en la estación de Aubrais (Orleans), la línea Les Aubrais - Montauban por Vierzon; la línea de Vierzon en Bourges, además de la línea Châteauroux, Limoges, Brive-la-Gaillarde, Cahors y Toulouse, y además, en Saint-Benoît, la línea hacia La Rochelle. En Burdeos comienza la línea Burdeos - Irún, que continúa el itinerario de París a Biarritz y la frontera española, y de las que nacen sucesivamente las líneas Facture - Arcachon y Puyoô - Dax.
- De la estación de París-Montparnasse, la línea que se dirige a Le Mans, Rennes, Saint-Brieuc y Brest, y de la que se separan, por un lado, en Mans, la línea hacia Angers (línea Le Mans - Angers), parte del recorrido París - Nantes; por otro lado, la línea hacia Redon (línea Rennes - Redon), parte del recorrido París - Quimper. A estas líneas principales se añade, desde Rennes, la línea hacia Saint-Malo (línea Rennes - Saint Malo).
- Finalmente, de la estación de París Saint-Lazare, las líneas que parten de Mantes-la-Jolie y que se dirigen, por un lado, hacia Rouen y Le Havre (línea París - Le Havre); y por otro lado hacia Caen y Cherburgo (línea Mantes-la-Jolie - Cherburgo).

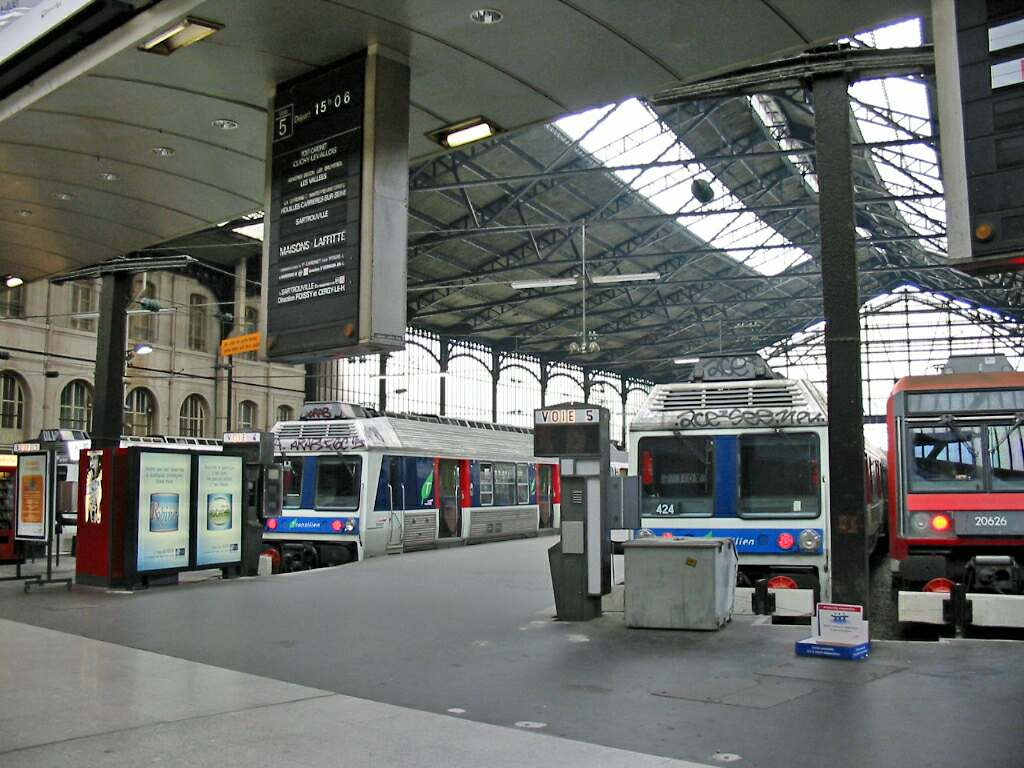
Estación Saint-Lazare, París

A estas radiales se añaden otros trayectos transversales importantes que realizan diversas líneas:
- Se puede considerar la línea Burdeos - Toulouse - Narbona - Tarascon - Marsella como la línea transversal más importante del trazado. Es la única gran línea transversal de la mitad sur francesa que se beneficia del equipamiento óptimo de principio a fin (vía doble, electrificación, bloqueo automático luminoso (BAL) o bloqueo automático con permisividad restringida (BAPR)). Su papel cambió desde la llegada del TGV, en la medida en que las secciones Burdeos - Toulouse y Tarascon - Narbona pasaron a ser, desde entonces, radiales.
- La línea Lyon - Estrasburgo conecta Lyon y el Mediterráneo con Alsacia y Alemania, a través de Borgoña y del Franco Condado. Por más que tan recientemente como en 1995 se haya electrificado de principio a fin, la sección con vía única Mouchard - Saint-Amour disminuye su capacidad.
- La línea Luxemburgo - Dijon, que experimentó su apogeo junto a la industria de la siderurgia en Lorena, no por menos desempeña un papel menor, en especial en su sección norte entre Luxemburgo, Thionville, Metz y Nancy, donde la coexistencia de flujos masivos regionales, Grandes Líneas y de mercancías obligó a la SNCF a dotar determinadas secciones de vía cuádruple.
- La línea Lille - Thionville (transversal noreste), la primera gran línea electrificada con corriente industrial alterna a 25 kV, ha perdido mucha de su anterior importancia, en otro tiempo relacionada con la explotación de hulla y con la siderurgia de las regiones Nord-Pas-de-Calais y Lorena.
- Las líneas Nantes - Burdeos, Lyon - Burdeos y Lyon - Nantes están amenazadas por la competencia de otros itinerarios más rápidos o más rentables para las conexiones que estas cubren; ya sea vía Tours para la primera (lo que hace posible beneficiarse de las vías electrificadas); ya sea vía el corredor del Ródano y la línea Tarascon - Burdeos para la segunda; o vía el área metropolitana de París en TGV para la última, que está, sin embargo, en proceso de electrificarse.
- Finalmente, el «gran cinturón de la cuenca de París», que conecta Rouen, Amiens, Tergnier, Laon, Reims, Châlons-en-Champagne, Saint-Dizier, Chaumont y Culmont - Chalindrey (en la línea Luxemburgo - Dijon) posee un papel prácticamente marginal; su equipamiento varía mucho según las secciones (electrificada entre Rouen y Amiens y entre Châlons y Saint-Dizier, y equipada tanto con bloqueo manual (BM), como con BAPR, como con BAL), pero está prevista su electrificación a largo plazo.

A este tramo básico se añaden las líneas de importancia media (línea de Cévennes, Transversal pirenaica...) o puramente regional (línea Alès - Bessèges, Blanc-Argent...).

### Equipamiento

#### Electrificación

Mapa de los tipos de electrificación del trazado ferroviario francés.
Leyenda:
- Trazo fino: vía única
- Trazo grueso: vía doble o superior
- Rojo: alta velocidad, 25 kV / 50 Hz
- Naranja: 25 kV / 50 Hz
- Verde: 1500 V, corriente continua
- Amarillo: otras tensiones
- Gris: sin electrificar

Aunque la Compagnie du Midi haya experimentado e implantado en sus líneas un sistema de corriente alterna con tensión de 12 000 voltios y frecuencia 16 2/3 Hz, hoy en día el trazado ferroviario nacional está dominado por dos sistemas de electrificación:
- El sistema de corriente continua con tensión de 1 500 voltios;
- El sistema de corriente alterna con tensión de 25 000 voltios.

El primero es el sistema histórico, implantado según las directivas del Estado en 1920, que equipó la mayoría de las líneas de las redes suroeste y sureste. La electrificación se desarrolló en un primer momento en el sur, donde es más fácil producir electricidad a partir de energía hidroeléctrica, gracias al relieve montañoso de la zona y a que los principales yacimientos de carbón se situaban en la parte norte del país.
El segundo, cuyas pruebas comenzaron en 1950 en la «estrella de Saboya» (línea Aix-les-Bains - Annemasse), y que después se desarrolló a mayor escala en la transversal noreste entre Valenciennes y Thionville, lo mantienen la mayoría de nuevas electrificaciones y lo utilizan, en particular, todas las líneas de alta velocidad. Sin embargo, hasta los años 1980, las electrificaciones se realizaron en corriente continua de 1 500 V en el sur (margen derecha del Ródano, Burdeos - Montauban, Narbona - Portbou) para que las «fronteras eléctricas» no se multiplicaran, en una época en la que las locomotoras con doble corriente todavía no eran mayoritarias.
Otros tipos de corriente, como, por ejemplo, la corriente continua con tensión entre 750 y 850 V con captación mediante tercer raíl, todavía se usan en algunas líneas secundarias, así como en las redes de metro y de tranvía.
Hoy, el 80 % del tráfico de mercancías y el 90 % del tráfico de pasajeros circulan sobre los 15 164 km de líneas electrificadas. A excepción de algunos «islotes» de la sección con un fuerte tráfico que todavía usan tracción diésel, solo se puede justificar la electrificación de las líneas para asegurar la continuidad eléctrica, o para proyectos particulares: por ejemplo, el itinerario de circunvalación de mercancías.

#### Señalización y control de velocidad
En las líneas de alta velocidad la señalización está integrada en cabina y funciona en los sistemas TVM 300 y 430. En las demás líneas se realiza mediante señales luminosas implantadas en el borde de la vía que dependen del bloqueo (bloqueo manual, bloqueo automático luminoso, BAPR). Y, finalmente, en algunas líneas poco frecuentadas se encuentra todavía una señalización mecánica. La velocidad se controla mediante sistema KVB.
Con la uniformización de la señalización ferroviaria en Europa, las líneas de alta velocidad y algunos ejes importantes de mercancías serán provistos de señalización ERTMS.

### Las líneas de alta velocidad

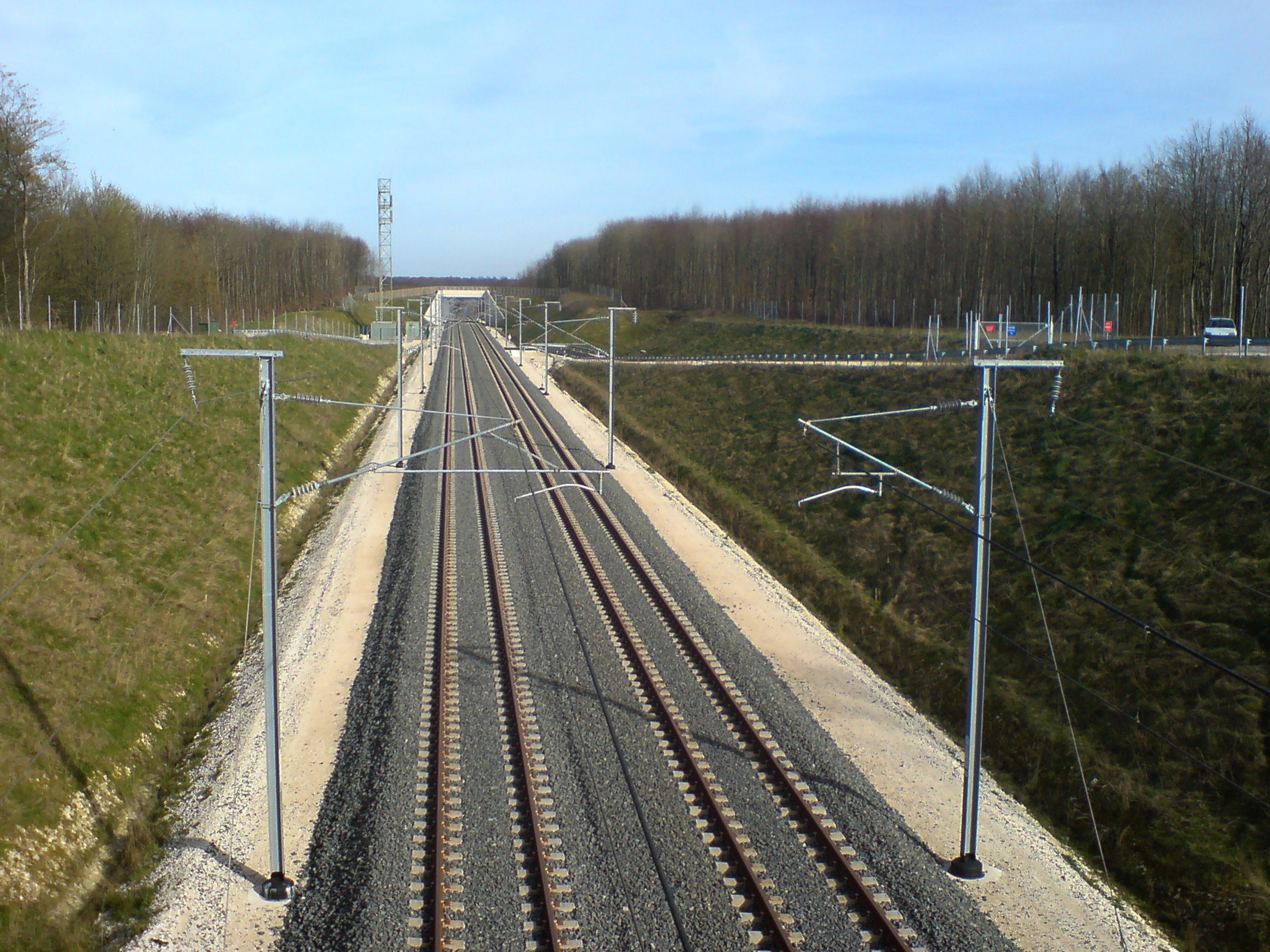
La línea de alta velocidad Est

En el marco del desarrollo de la red de TGV, el trazado ferroviario francés ha visto nacer, desde hace unos treinta años, una red de líneas de alta velocidad (LAV) especialmente diseñadas para la circulación de trenes de alta velocidad. En efecto, el TGV posee una característica original en comparación con su homólogo japonés, el Shinkansen: es capaz de circular a la vez en líneas dedicadas y en líneas preexistentes, que se comparten con los servicios ferroviarios tradicionales.
La primera LAV francesa es la línea de alta velocidad París-Lyon, que conecta desde 1981 la aglomeración parisina a la de Lyon. Entre 1992 y 2000 se vio prolongada hasta el Mediterráneo por las líneas de alta velocidad Ródano-Alpes y Méditerranée. Entre 1989 y 1990, a su vez, la línea de alta velocidad Atlantique conectó París con las aglomeraciones de Mans y de Tours, con servicios de LAV que continúan hasta las principales ciudades del arco atlántico; en 1993, la línea de alta velocidad Nord conectó la metrópoli parisina con Lille y con el Eurotúnel, antes de que un ramal hacia Bruselas se abriera en 1997. Finalmente, la inauguración de una línea de interconexión en Île-de-France entre 1994 y 1996, la de la línea de alta velocidad Est, que conecta desde 2007 París y Lorena, y la línea de alta velocidad Rin-Ródano en 2011, condujo a la red francesa de LAV de hoy. Otras líneas se encuentran en construcción o proyectadas, como la línea de alta velocidad Sud Europa Atlántico.
Desde su origen, estas líneas se distinguieron del trazado clásico por diversas particularidades. Aunque el radio de las curvas sea, en general, muy elevado, su perfil, por el contrario, es comparable al de una línea de montaña (la LAV París-Lyon admite pendientes de hasta el 35 ‰), lo que se hizo posible gracias a que por estas líneas solo circulan trenes de pasajeros y a la preponderancia de la alta velocidad en relación con el ferrocarril convencional. Además, estas líneas están equipadas con un sistema de señalización en cabina denominado transmission voie-machine (TVM); el tiempo de permanencia una señal lateral en el campo de visión del conductor se reduce considerablemente cuando el tren circula a gran velocidad. Estas características, a las que hay que añadir el uso de raíles, de traviesas y de catenarias más efectivas, explican el elevado precio de estas líneas, estimado en 2007 en 1700 millones de euros por cada cien kilómetros, de media.

### Las estaciones
En el trazado ferroviario francés existen numerosas estaciones, paradas o simples apeaderos.
Las estaciones de pasajeros administradas por la SNCF se clasifican en cinco categorías:
- Tipo 1: 33 estaciones de gran capacidad (très grandes gares), para 656 millones de pasajeros anuales;
- Tipo 2: 89 grandes estaciones (grandes gares), 325 millones de pasajeros;
- Tipo 3: 244 estaciones medianas (gares moyennes), 690 millones de pasajeros;
- Tipo 4: 968 pequeñas estaciones (petites gares), 249 millones de pasajeros;
- Tipo 5: 1 717 apeaderos (haltes), 32 millones de pasajeros.

A fecha de 1 de enero de 2009, la SNCF administraba 3 054 estaciones. Las 168 mayores, llamadas estaciones de Grandes Líneas (gares grandes lignes), se administran desde la direction des Gares et de l'Escale (DDGE). Las demás se administran desde la sección Proximités: 2 506 estaciones TER  y 380 estaciones Transilien
Existen también estaciones que no dependen de la SNCF. Además de las 67 estaciones RER de la RATP, hay que mencionar, por ejemplo, las 50 estaciones y apeaderos de la línea de Niza a Digne, administrada por Chemins de fer de Provence, o la estación de Audun-le-Tiche, por Chemins de fer luxemburgeois.

## El material rodante
El material rodante ferroviario posee una vida media útil de treinta a cuarenta años. Con todo, el parque de vehículos actual de la SNCF es muy variado, aunque tiende, sin embargo, a disminuir debido a un esfuerzo global y coordinado de estandarización.
Al material de la SNCF hay que añadir el material de las nuevas empresas de mercancías y de las compañías extranjeras que penetran en Francia.
Finalmente, hay que destacar que, en el dominio de las mercancías, numerosos vagones son propiedades de empresas variadas, por lo general prestatarios específicos como GEFCO o SGW, o directamente de los transportistas.

### El material de las filiales de la SNCF
Las empresas Lyria, Thalys y Eurostar circulan con versiones reservadas para los TGV internacionales entre Francia y Alemania, Suiza, Bélgica, el Reino Unido y los Países Bajos.

### El material de las otras empresas
Diversos trenes nocturnos, principalmente alemanes, españoles e italianos.

## Los servicios de pasajeros

### Los servicios de pasajeros internacionales
Los trenes Trans-Europ-Express (TEE) desaparecieron en los años 1980, víctimas de la competencia con el transporte aéreo. La implantación de servicios internacionales mediante TGV permitió al ferrocarril abrirse paso en importantes nichos de mercado internacionales desde Francia. Con todo, todavía permanecen algunos trayectos con trenes nocturnos clásicos, ya sea hacia España (diferente ancho de vía), ya sea hacia Italia o hacia Alemania y Europa central (distancias importantes).
La mayoría de servicios de pasajeros que conectan Francia con sus vecinos europeos están asegurados por la SNCF o por agrupaciones asociadas con la SNCF. Se trata de:
- Eurostar hacia Londres (TGV);
- Thalys hacia Bélgica, Países Bajos y Alemania (Colonia) (TGV);
- Lyria hacia Suiza (TGV);
- TGV hacia Italia y España;
- Eurocity hacia Basilea, Luxemburgo y Bruselas;
- Elipsos hacia España (trenes nocturnos);
- por último, la sociedad Thello conecta habitualmente, mediante tren nocturno, París con Venecia y Roma.

Los TGV TMST (de TransMancheSuperTrain) de la compañía Eurostar conectan la estación de Saint Pancras en Londres con París en 2 h 15 m, y con Lille en 1 h 20 m. Los TGV PBA y PBKA de la compañía Thalys conectan, por su parte, París con Bruselas, Colonia y Ámsterdam en 1 h 22 m, 3 h 18 m y 3 h 13 m, respectivamente. De ahí que Eurostar posea una cuota de mercado superior al 70 % entre París y Londres, y que Thalys ya no tenga competencia aérea en el trayecto París - Bruselas.

### El servicio «Grandes lignes»

Mapa de las líneas radiales de las redes Grandes lignes e Intercités de la SNCF, por servicio.

Tras el reparto por actividades, SNCF decidió separar sus actividades más rentables de los servicios que le ocasionaban pérdidas. Este reparto, que se hizo efectivo desde principios de 2005, ha conducido a la creación de las actividades «Voyages France Europe» (VFE), que comprenden también los trenes internacionales, los TGV.

#### Los TGV
Excepto 7 semirramales de TGV específicamente equipados para el transporte del correo y utilizados por La Poste entre París y Cavaillon (Vaucluse), los TGV aseguran exclusivamente el transporte de pasajeros. Cuando circulan en Francia, los explota la SNCF. Cuando el TGV circula entre Francia y otro país, entonces se explota en exclusiva (hacia España o Italia) o con socios de la SNCF: Eurostar, Thalys, Lyria o Alleo.

#### El servicio Intercités
En Francia, Intercités (IC, antiguo Corail Intercités) es la marca creada por la SNCF en enero de 2006 para revalorizar los trenes de media distancia, utilizando coches Corail renovados por la SNCF o las distintas regiones francesas, según las líneas. Esta marca no debe confundirse ni con los rápidos Inter-City de los ferrocarriles británicos, creadores del nombre, ni con los IC alemanes (Intercity, rápidos clásicos entre ciudades), ni, por supuesto, con los ICE, es decir, los InterCityExpress, trenes alemanes de alta velocidad que conectan distintas ciudades.

##### Los Téoz
Los Téoz entraron en servicio en 2003. Solo circulan en tres líneas en Francia. De manera contraria a los Corails, es preciso reservar plaza y el precio de viaje es algo más elevado que en un tren normal, pues los Téoz ofrecen más confort y servicios a los pasajeros. Además, solo efectúan paradas en pocas estaciones, en comparación con los trenes Corail clásicos. Las líneas a las que prestan servicio son París - Moulins - Clermont-Ferrand y París - Limoges - Toulouse - Montpellier - Burdeos - Marsella - Niza.

##### Los Lunéa
La marca Lunéa, lanzada por la SNCF a finales de 2004, se asemeja al conjunto de los trenes nocturnos nacionales, a excepción de los asegurados por TGV, así como otros trenes especiales. La red ofrece una gama bastante amplia de destinos con salida en París, así como algunos enlaces transversales. Estos trenes ofrecen tres tipos de comodidades: salas provistas de asientos reclinables, compartimientos con camas de segunda clase (6 personas) y de primera clase (4 personas). No existen coches-cama.
En mayo de 2010, la SNCF lanzó un nuevo servicio de bajo precio denominado Téoz Eco, que posee la particularidad de utilizar los trenes nocturnos para trayectos diurnos.

### Los trenes regionales
La anterior Direction des Transports Publics, Régionaux et Locaux (DTPRL) de la SNCF, redenominada SNCF Proximités, agrupa las actividades regionales TER y Transilien para Île-de-France.

### Confort y clases
En un principio existían tres clases, pero la tercera clase desapareció a partir del mes de mayo de 1956. Desde entonces, solo existen la primera clase, que cuenta con compartimentos de seis plazas; y la segunda clase. Los vagones de tercera clase se reconvirtieron en los vagones de segunda.
La primera y segunda clases están presentes en la mayoría de los trenes, pero en los Transiliens (área metropolitana de París, en Île-de-France) y algunos Trainsport Express Régional circulan trenes de clase única (segunda). También existieron en el pasado trenes exclusivamente de primera clase, como el Trans-Europ-Express.
La principal diferencia entre la primera y la segunda clase era menor en los trenes de grandes líneas: algo más de espacio y 3 asientos por fila en vez de 4. Con los nuevos TGV de Christian Lacroix y Téoz llegó un avance muy esperado: tomas eléctricas en el asiento en primera clase y en determinados espacios en segunda. Con la multiplicación de las tarifas Prem's (premium), la primera clase es cada vez más accesible económicamente.

## Los transportes urbanos y suburbanos

Mapa de las aglomeraciones francesas que cuentan con un trazado ferroviario urbano.

Se trata, esencialmente, de las redes de metro y de tranvía de las grandes ciudades. Existen numerosas líneas que aseguran servicios suburbanos que forman parte del trazado nacional y que son explotadas por la SNCF.

### El tranvía
Se trata, históricamente, del primer medio de transporte ferroviario urbano en Francia. Las redes de tranvía se desarrollaron en numerosas aglomeraciones a lo largo de la segunda mitad del siglo XIX y hasta los primeros años del siglo XX.
Sin embargo, estas redes desaparecieron casi por completo a partir de los años 1930, y especialmente tras la guerra, en beneficio del automóvil. El último tranvía circuló en París en 1937. Solo las redes de Lille-Roubaix-Tourcoing, Marsella y Saint-Étienne se mantuvieron, mas cada una de ellas con una sola línea.
Un renovado interés por el tranvía, debido a la congestión del centro de las ciudades y a las crisis del petróleo, nace en los años 1970. El concurso Cavaillé, organizado en 1975 por el secretario de Estado de Transportes del mismo nombre, persigue diseñar un tranvía moderno para su implantación en ocho ciudades francesas. Con todo, fue Nantes, que no formaba parte de las ocho ciudades seleccionadas, la primera en instaurar en 1985 una línea de tranvía moderno. Tras esto vino el desarrollo de este medio de transporte, con el que hoy en día cuentan 22 ciudades francesas, sin contar las redes extranjeras con una parte de su recorrido en el territorio nacional.

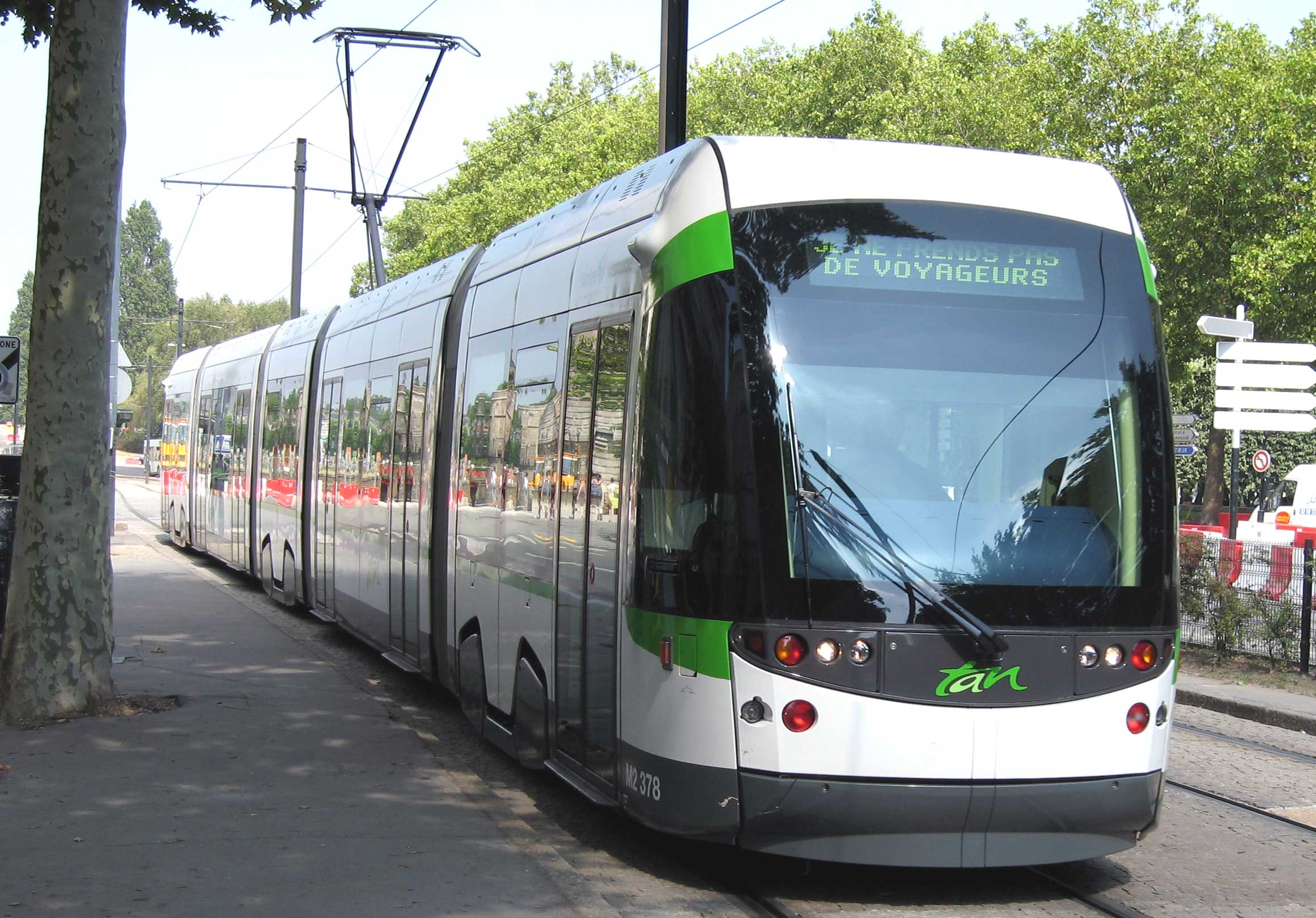
El tranvía de Nantes, la primera red moderna abierta en 1985

Además, después se vio aparecer una nueva forma de explotación intermedia entre tren y tranvía, el tren-tram, con líneas transfronterizas entre Sarrebruck (frontera francoalemana) y Sarreguemines, en territorio francés, desde 1997; y la línea entre Génova y Bellegarde desde 2001.

### El metro
En Francia, el metro de París domina en número de líneas, kilómetros de vías y pasajeros transportados, con lo que representa por sí solo el 63 % de la longitud total de las líneas del país. Inaugurado en 1900, fue la única red en activo hasta 1974, fecha de apertura de la primera línea del metro de Lyon, seguida en poco tiempo por el metro de Marsella en 1977.
Las nuevas redes son todavía muy primitivas y se recurre cada vez más a un tipo de metro automático llamado Vehículo automático ligero (VAL), instaurado por Matra Transport, hoy Siemens Transportation Systems. Es el caso de la red de Lille, la primera del mundo en utilizar esta tecnología en 1983, pero también el de las redes de Toulouse y Rennes; los dos aeropuertos parisinos, París-Orly y París-Charles de Gaulle también cuentan con una línea cada uno, Orlyval y CDGVAL, respectivamente. A destacar que, además de las redes de VAL, existen otras tres líneas de metro automático entre las redes anteriores, las líneas 1 y 14 del metro de París, y la línea D del metro de Lyon.

### Las empresas explotadoras
En París y en Île-de-France, la empresa explotadora de la red de metro es la RATP desde 1949, bajo un régimen denominado régie. Desde que entró en vigor la «ley SRU» (loi relative à la solidarité et au renouvellement urbains), la RATP está autorizada a intervenir en la explotación de las redes nacionales y del extranjero.
En el territorio nacional, la explotación de las redes se realiza a menudo bajo un régimen de concesiones renovadas periódicamente, que se convocan mediante ofertas. Los grupos que se reparten este mercado son:
- Véolia Transport (grupo Véolia): Nancy, Rouen, Saint-Étienne.
- Keolis (filial de la SNCF, con una participación del 43 %): Lille, Lyon, Rennes, Caen, Laon, Lens (Tadao), Angers y Orléans, a partir de enero de 2012.
- Transdev: Estrasburgo, Nantes, Orléans; Grenoble, Montpellier, Reims.

Las redes de Marsella y Toulouse se explotan mediante régies autónomos, la RTM (Régie des transports de Marseille) y Tisséo réseau urbain, respectivamente.

## Las redes secundarias y turísticas

### Las redes secundarias
Se trata, sobre todo, de líneas aisladas, a menudo de ancho métrico, más que de verdaderas redes. A menudo se explotan bajo regímenes de concesiones de servicios públicos concedidas por colectividades locales. Hoy en día desempeñan un papel marginal, sobre todo en el transporte de pasajeros, y en su mayoría se pueden catalogar como trenes turísticos. Muchas de estas líneas dejaron de prestar sus servicios normales en los años 1950-1960, y algunas de ellas se explotan con trenes turísticos.
Las dos principales redes que garantizan un servicio normal son: Chemins de fer de Provence, explotadas por Chemins de fer et transport automobile (CFTA), filial de Connex; y Chemins de fer de Corse, explotadas por la SNCF.

### Las redes turísticas

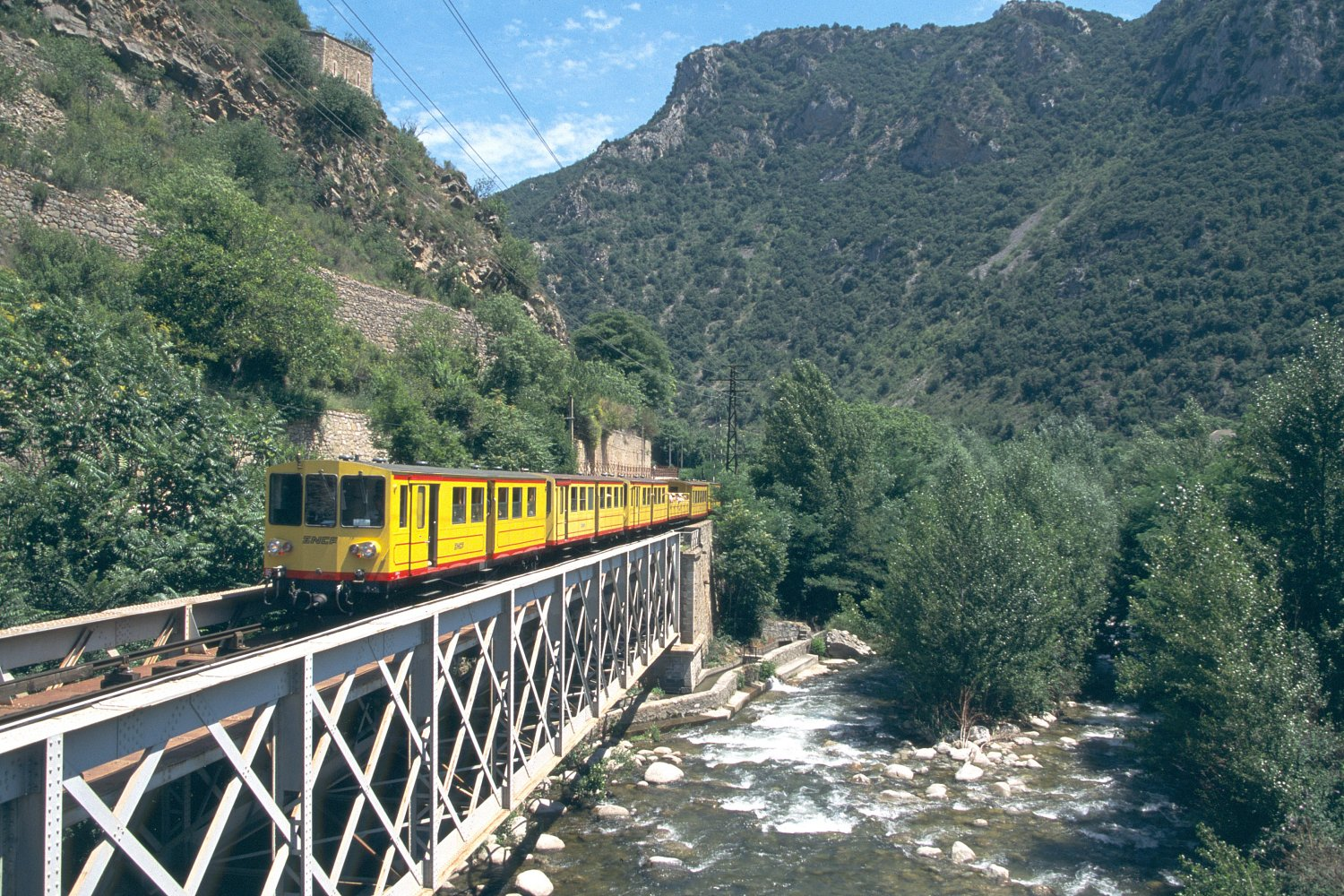
«Le Petit train jaune», tren turístico que circula en la línea de Cerdagne, en Pirineos Orientales.

En el ámbito económico, las redes turísticas son actividades que nacen gracias al turismo. Son administradas por empresas, y, en numerosos casos, por asociaciones, a menudo benéficas. Asimismo, los miembros de las asociaciones dedicadas a esto son grandes aficionados al ferrocarril.
La SNCF explota también líneas TER denominadas «turísticas»: son líneas TER que atraviesan a menudo paisajes interesantes, y en los que se propone una tarifa turística.

## Contexto reglamentario

### Organismos de control y de regulación
- El Ministerio de la Ecología, del Desarrollo Sostenible y de Energía (Ministère de l'Écologie, du Développement durable et de l'Énergie) se encarga, especialmente, de expedir las licencias de las empresas ferroviarias.
- La autoridad organizadora de los trenes interterritoriales se encarga de la organización de los títulos de transporte público.
- El Consejo superior del servicio público ferroviario (Conseil supérieur du service public ferroviaire, CSSPF), dependiente del Ministerio de Transportes francés, se encarga de la buena coordinación del sistema ferroviario nacional.
- El Organismo público de seguridad ferroviaria (Établissement public de sécurité ferroviaire, EPSF) se encarga de la aplicación del reglamento de seguridad en el ámbito de los transportes ferroviarios.
- Las autoridades organizadoras de transportes, que son las regiones administrativas, se encargan, por ley, de definir y de financiar parcialmente el servicio público de transporte regional de pasajeros tanto por carretera como por ferrocarril (para estos últimos, el TER).
  - El Sindicato de transportes de Île-de-France (Syndicat des transports d'Île-de-France, STIF) desempeña el papel de autoridad organizadora para la región de Île-de-France.

En el futuro, en principio en verano de 2009, deberá instaurarse la Autoridad de regulación de las actividades ferroviarias (Autorité de Régulation des Activités Ferroviaires, Araf), reguladora del sector de los transportes ferroviarios. La función de este organismo será salvaguardar la rentabilidad del transporte por ferrocarril, una vez que la SNCF entre en concurso para el transporte de pasajeros.

### Los gestionarios de infraestructura
- SNCF Réseau, organismo público encargado de administrar, mantener y desarrollar el trazado ferroviario nacional, del que es el propietario. Cobra los impuestos de acceso (peajes) pagados por las empresas ferroviarias.
- Eurotunnel

### Los explotadores
- La Société nationale des chemins de fer français (SNCF), organismo público encargado de la explotación de los servicios de transporte de mercancías y de pasajeros por el trazado ferroviario nacional. Titular de una licencia de empresa ferroviaria, está autorizada a explotar este tipo de servicio en todas las redes de la Unión Europea, dentro de los límites de la normativa en vigor y de las reglas de reciprocidad establecidas por los Estados.
- Las empresas ferroviarias: además de la SNCF, cualquier empresa ferroviaria titular de una licencia expedida por uno de los países miembros de la Unión Europea está autorizada a explotar los servicios de transporte en el trazado ferroviario francés, siempre dentro de las condiciones estipuladas por la legislación europea. De momento, esta apertura se limita a las mercancías en una parte del trazado, y para los servicios internacionales. Una filial de Eurotunnel es titular de una licencia similar en Francia. Todas las nuevas empresas que entran en el mercado ferroviario se reúnen en la Unión de transportes públicos y ferroviarios (Union des transports publics et ferroviaires, UTP).

### Las asociaciones de clientes y de usuarios
Las asociaciones de usuarios, especialmente la FNAUT (Fédération nationale des associations d'usagers des transports): representados en las reuniones de concertación, hacen llegar las preguntas y las críticas de los usuarios respecto a la organización del servicio ferroviario.

## La industria ferroviaria
La industria ferroviaria francesa facturó en 2006 un volumen de negocios de 3 300 millones de euros.

### Constructores de material rodante

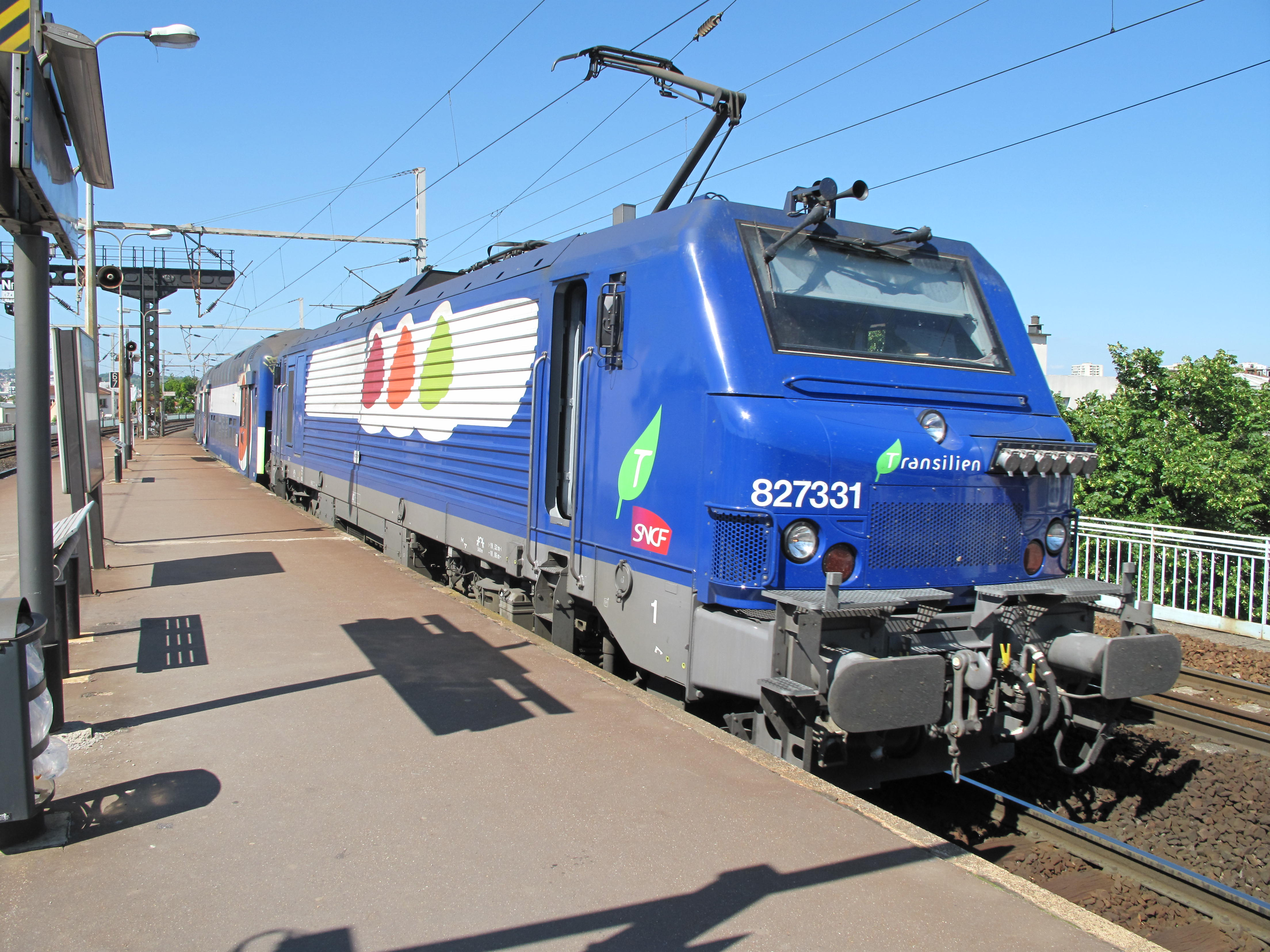
BB 27300, una moderna locomotora de Alstom encargada por la SNCF.

Dos sociedades que figuran entre los líderes mundiales se reparten la mayoría del mercado:
- Alstom Transport, sociedad francesa cuya sede social se encuentra en Saint Ouen (93), instalada sobre todo en Petite-Forêt, cerca de Valenciennes; en Belfort; en Aytré, cerca de La Rochelle; en Creusot; en Villeurbanne, cerca de Lyon; y en Sémeac, cerca de Tarbes.
- Bombardier, grupo canadiense que entró en el mercado francés al comprar, a finales de 1989, los Ateliers de construction du Nord de la France (ANF), cuya fábrica se encuentra en Crespin, cerca de Valenciennes.

Aunque competitivos, estos grupos también trabajan juntos en ocasiones en algunos consorcios, como en el caso de la comercialización de los trenes MF 2000 de la RATP, o bien se subcontratan recíprocamente una parte de las compras.
Alstom Transport era el proveedor histórico y casi exclusivo, hasta hace relativamente poco tiempo, de la SNCF para el material motor, y lo es aún para los TGV y para algunos tipos de trenes regionales, como los nuevos «Regiolis». Sin embargo, Bombardier Transport entró con fuerza en el mercado con la compra de automotores de gran capacidad (Autorail grande capacité, AGC) en 1999 (700 trenes), y de los trenes NAT para el Transilien en 2006 (172 trenes en firme, más 200 opcionales).
Alstom Transport recibió pedidos recientes de trenes-tram y de automotores TER; en los próximos años se llevará a cabo la renovación del parque TGV de primera generación.

## El transporte ferroviario en el arte

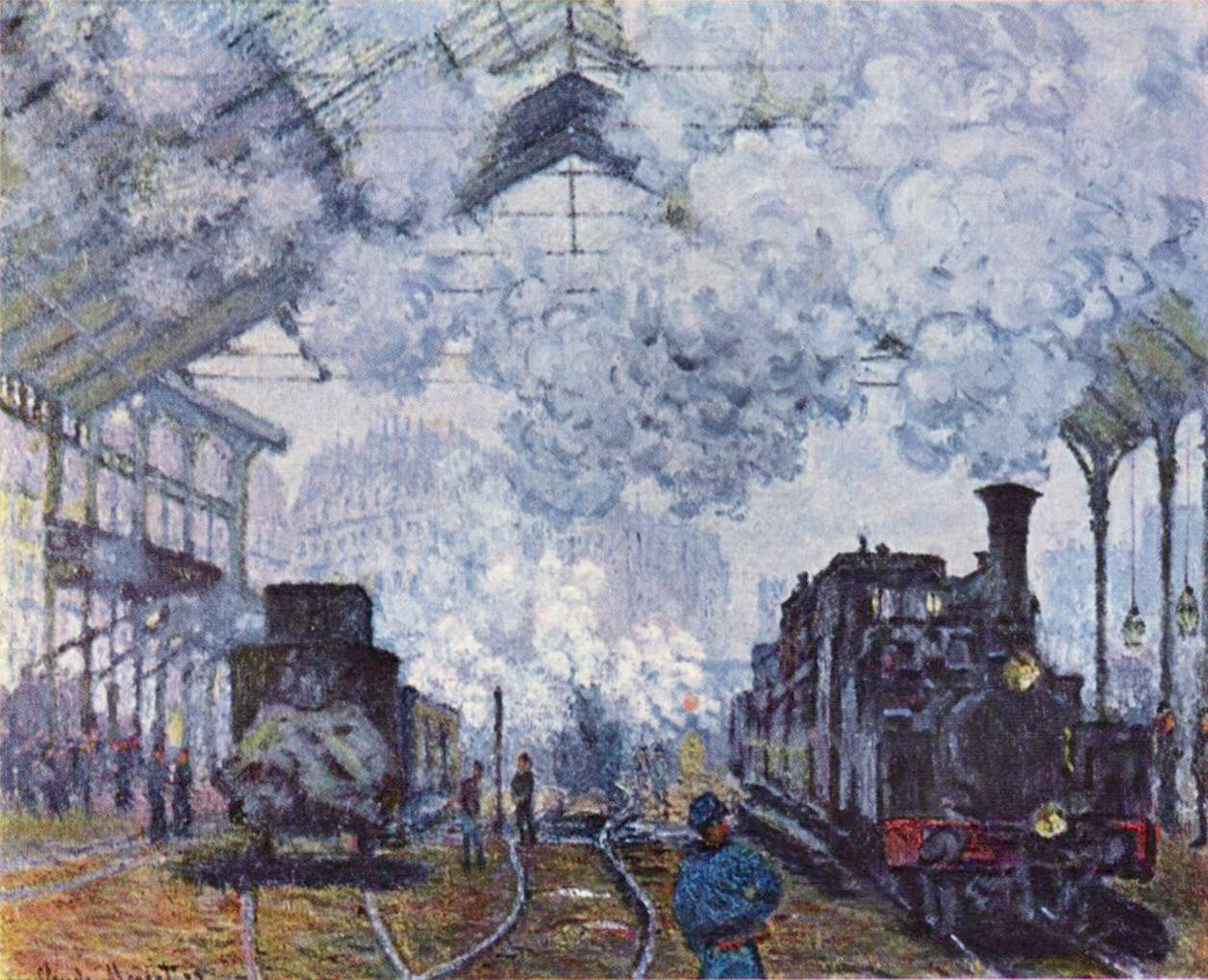
Claude Monet, La Gare Saint-Lazare, 1877.